# Profondeur de foyer
Note :
Il est vivement conseillé de consulter également les articles suivants :
- Diaphragme
- Performances de l'œil
- Iris et diaphragme
- Distance orthoscopique
- Flou, netteté et contraste
- Profondeur de foyer
- Profondeur de champ

qui forment un ensemble cohérent et sont nécessaires à la compréhension de ce dernier article.
Note : Cet article est initialement issu de celui intitulé profondeur de champ qui a fait l'objet d'un découpage pour former ou compléter les articles mentionnés ci-dessus.
On appelle profondeur de foyer (à ne pas confondre avec la profondeur de champ) l'intervalle dans lequel doit se trouver le plan d'une pellicule ou d'un capteur pour que l'image d'un point lumineux sur lequel on a fait la mise au point soit considérée comme nette, pour un usage donné.

## Hypothèses
Nous ferons les hypothèses suivantes :
- l'objectif sera considéré comme une lentille simple (pour une approche plus élaborée, le calcul qui suit serait exactement le même en utilisant non plus le centre optique O de la lentille, mais les points nodaux d'un système centré) ;
- l'objectif sera considéré comme parfait, capable de donner une image ponctuelle d'un point lumineux (le calcul s'appliquera donc d'autant mieux que l'objectif sera de haute qualité) ;
- la tache-image limite sera vue, depuis le centre optique O, sous l'angle {\displaystyle \varepsilon } défini plus haut ;
- on supposera que les éventuelles opérations ultérieures, comme l'agrandissement sur papier ou la projection, ne provoquent aucune dégradation de l'image.

## Formules
La formule de conjugaison et la formule du grandissement {\displaystyle \scriptstyle g} pour une lentille mince s'expriment : 
{\displaystyle {\frac {1}{p}}+{\frac {1}{p'}}={\frac {1}{f}}}         et         {\displaystyle g={\frac {p'}{p}}} .
Elles permettent d'obtenir la distance lentille-image {\displaystyle \scriptstyle p'} en fonction de la distance focale image {\displaystyle \scriptstyle f} :
{\displaystyle p'=f\cdot (g+1)} .
Ces formules sont données ici, comme dans tout le reste de l'article, sous leur forme arithmétique : toutes les distances sont considérées positives, contrairement aux conventions des distances algébriques en usage en optique.
Les rayons lumineux issus de P convergent en P' en formant un cône d'autant plus ouvert que le diamètre {\displaystyle \scriptstyle d} du diaphragme est important. Si le plan de la pellicule ou du capteur n'est pas placé exactement en P', l'image enregistrée sera non pas un point, mais une petite tache circulaire dont le diamètre ne devra pas excéder la valeur :
{\displaystyle \delta \approx \varepsilon \cdot p'=\varepsilon \cdot f\cdot (g+1)} .

Le décalage admissible maximal {\displaystyle \scriptstyle x} du plan du récepteur par rapport au point P' peut se calculer en observant les triangles semblables :
{\displaystyle {\frac {x}{\delta }}={\frac {p'}{d}}\Leftrightarrow x={\frac {\delta \cdot p'}{d}}} .
En remplaçant {\displaystyle \scriptstyle \delta } et {\displaystyle \scriptstyle p'}, on obtient :
{\displaystyle x={\frac {{\varepsilon \cdot f\cdot (g+1)}\cdot {f\cdot (g+1)}}{d}}}
On voit apparaître ici l'ouverture relative de l'objectif : {\displaystyle n={\frac {f}{d}}}.
Finalement : 
| {\displaystyle x=\varepsilon \,n\,f\,(g+1)^{2}} . |

L'intervalle dans lequel doit se trouver le plan de la pellicule ou du capteur pour que l'image soit considérée comme nette est d'autant plus grand que la focale est longue, que le grandissement est important et que le diaphragme est fermé.
Exemple : on veut photographier un objet situé à l'infini ou très loin (g=0) avec un objectif de focale 50 mm ouvert à f:2 et une limite de flou tolérée de 1/1500 radian :
{\displaystyle x={\frac {1}{1500}}\times 2\times 50={0,067\,mm}}.
Dans ces conditions, il est nécessaire que l'appareil soit construit avec une grande précision, en particulier s'il comporte une visée reflex, mais il faut aussi que la pellicule reste parfaitement plane. Toutes choses égales par ailleurs, un réglage du diaphragme à f:22 donnerait x = 0,733 mm, ce qui est évidemment beaucoup moins contraignant.
Pour beaucoup d'usages scientifiques, la limite de netteté de 1/1500 peut être considérée comme très insuffisante. Les exigences de précision se trouvent évidemment renforcées et rien n'est possible sans utiliser un objectif de très haute qualité. Selon le même principe, on peut calculer une tolérance de mise au point mais, à quelques exceptions près, cette notion n'a guère d'intérêt pratique.